# Guam az 1992. évi nyári olimpiai játékokon
Guam a spanyolországi Barcelonában megrendezett 1992. évi nyári olimpiai játékok egyik részt vevő nemzete volt. Az országot az olimpián 8 sportágban 22 sportoló képviselte, akik érmet nem szereztek.

## Atlétika
Férfi
| Versenyző       | Versenyszám | Előfutam | Előfutam | Előfutam | Elődöntő | Elődöntő | Elődöntő | Döntő   | Döntő    |
| Versenyző       | Versenyszám | Idő      | Hely.    | Össz.    | Idő      | Hely.    | Össz.    | Idő     | Helyezés |
| --------------- | ----------- | -------- | -------- | -------- | -------- | -------- | -------- | ------- | -------- |
| Richard Bentley | 400 m gát   | 57,04    | 7.       | 44.      | kiesett  | kiesett  | kiesett  | kiesett | kiesett  |

Női
| Versenyző  | Versenyszám | Döntő   | Döntő    |
| Versenyző  | Versenyszám | Idő     | Helyezés |
| ---------- | ----------- | ------- | -------- |
| Jen Allred | Maraton     | 3:14:45 | 36.      |

## Birkózás
Szabadfogású
| Versenyző          | Versenyszám | Csoportkör                                                                      | Csoportkör | Helyosztók        | Helyosztók        | Helyosztók        | Bronz- mérkőzés   | Döntő             | Helyezés    |
| Versenyző          | Versenyszám | Csoportkör                                                                      | Csoportkör | 9. helyért        | 7. helyért        | 5. helyért        | Bronz- mérkőzés   | Döntő             | Helyezés    |
| Versenyző          | Versenyszám | Ellenfél Eredmény                                                               | Hely.      | Ellenfél Eredmény | Ellenfél Eredmény | Ellenfél Eredmény | Ellenfél Eredmény | Ellenfél Eredmény | Helyezés    |
| ------------------ | ----------- | ------------------------------------------------------------------------------- | ---------- | ----------------- | ----------------- | ----------------- | ----------------- | ----------------- | ----------- |
| Vincent Pangelinan | 48 kg       | A csoport · Timothy Vanni (USA) · 0-16 · Nader Rahmati (IRI) · 0-11 (kétvállas) | 10.        | kiesett           | kiesett           | kiesett           | kiesett           | kiesett           | helyezetlen |

## Cselgáncs
Férfi
| Versenyző    | Versenyszám | 32-es főtábla                 | Nyolcaddöntő      | Negyeddöntő       | Elődöntő          | Vigaszág nyolcaddöntő           | Vigaszág negyeddöntő | Vigaszág elődöntő | Bronz- mérkőzés   | Döntő             | Helyezés |
| Versenyző    | Versenyszám | Ellenfél Eredmény             | Ellenfél Eredmény | Ellenfél Eredmény | Ellenfél Eredmény | Ellenfél Eredmény               | Ellenfél Eredmény    | Ellenfél Eredmény | Ellenfél Eredmény | Ellenfél Eredmény | Helyezés |
| ------------ | ----------- | ----------------------------- | ----------------- | ----------------- | ----------------- | ------------------------------- | -------------------- | ----------------- | ----------------- | ----------------- | -------- |
| Atef Hussain | Nehézsúly   | Ogava Naoja (JPN) · 0000-0001 |                   |                   |                   | Donald Obwoge (KEN) · 0000-0001 | kiesett              | kiesett           | kiesett           |                   | 13.      |

Női
| Versenyző | Versenyszám | Selejtező         | Nyolcaddöntő                          | Negyeddöntő       | Elődöntő          | Vigaszág nyolcaddöntő            | Vigaszág negyeddöntő | Vigaszág elődöntő | Bronz- mérkőzés   | Döntő             | Helyezés |
| Versenyző | Versenyszám | Ellenfél Eredmény | Ellenfél Eredmény                     | Ellenfél Eredmény | Ellenfél Eredmény | Ellenfél Eredmény                | Ellenfél Eredmény    | Ellenfél Eredmény | Ellenfél Eredmény | Ellenfél Eredmény | Helyezés |
| --------- | ----------- | ----------------- | ------------------------------------- | ----------------- | ----------------- | -------------------------------- | -------------------- | ----------------- | ----------------- | ----------------- | -------- |
| Erin Lum  | Középsúly   | erőnyerő          | Alexandra Schreiber (GER) · 0000-1100 |                   |                   | Laura Martinel (ARG) · 0000-1000 | kiesett              | kiesett           | kiesett           |                   | 13.      |

## Íjászat
Férfi
| Versenyző   | Versenyszám | Selejtező | Selejtező | Selejtező | Selejtező | Selejtező | Selejtező | Selejtező | Selejtező | Selejtező | Selejtező | Kieséses szakasz  | Kieséses szakasz  | Kieséses szakasz  | Kieséses szakasz  | Kieséses szakasz  | Helyezés |
| Versenyző   | Versenyszám | 30 m      | 30 m      | 50 m      | 50 m      | 70 m      | 70 m      | 90 m      | 90 m      | Pont      | Hely.     | 32-es főtábla     | Nyolcaddöntő      | Negyeddöntő       | Elődöntő          | Döntő             | Helyezés |
| Versenyző   | Versenyszám | Pont      | Hely.     | Pont      | Hely.     | Pont      | Hely.     | Pont      | Hely.     | Pont      | Hely.     | Ellenfél Eredmény | Ellenfél Eredmény | Ellenfél Eredmény | Ellenfél Eredmény | Ellenfél Eredmény | Helyezés |
| ----------- | ----------- | --------- | --------- | --------- | --------- | --------- | --------- | --------- | --------- | --------- | --------- | ----------------- | ----------------- | ----------------- | ----------------- | ----------------- | -------- |
| Luis Cabral | Egyéni      | 329       | 72.       | 296       | 67.       | 287       | 73.       | 235       | 72.       | 1147      | 72.       | kiesett           | kiesett           | kiesett           | kiesett           | kiesett           | 72.      |

## Kerékpározás

### Országúti kerékpározás
| Versenyző                                            | Versenyszám     | Idő             | Helyezés      |
| ---------------------------------------------------- | --------------- | --------------- | ------------- |
| Jazy Garcia                                          | Mezőnyverseny   | nem ért célba   | nem ért célba |
| Manuel García                                        | Mezőnyverseny   | nem ért célba   | nem ért célba |
| Martin Santos                                        | Mezőnyverseny   | nem ért célba   | nem ért célba |
| Jazy Garcia Manuel García Martin Santos Wil Yamamoto | Csapat időfutam | 2:34:41(+33:02) | 25.           |

Női
| Versenyző     | Versenyszám   | Idő             | Helyezés |
| ------------- | ------------- | --------------- | -------- |
| Margaret Bean | Mezőnyverseny | 2:29:22(+24:40) | 52.      |

### Pálya-kerékpározás
Üldözőversenyek
| Versenyző                                             | Versenyszám                | Selejtező  | Selejtező  | Negyeddöntő  | Negyeddöntő | Negyeddöntő | Elődöntő     | Elődöntő  | Elődöntő | Döntő        | Döntő     | Helyezés    |
| Versenyző                                             | Versenyszám                | Idő        | Hely.      | Ellenfél Idő | Saját idő   | Hely.       | Ellenfél Idő | Saját idő | Hely.    | Ellenfél Idő | Saját idő | Helyezés    |
| ----------------------------------------------------- | -------------------------- | ---------- | ---------- | ------------ | ----------- | ----------- | ------------ | --------- | -------- | ------------ | --------- | ----------- |
| Manuel García                                         | Férfi egyéni üldözőverseny | 5:03,997   | 24.        | kiesett      | kiesett     | kiesett     | kiesett      | kiesett   | kiesett  | kiesett      | kiesett   | 24.         |
| Margaret Bean                                         | Női egyéni üldözőverseny   | lekörözték | lekörözték | kiesett      | kiesett     | kiesett     | kiesett      | kiesett   | kiesett  | kiesett      | kiesett   | helyezetlen |
| Jazy Garcia Manuel García Andrew Martin Martin Santos | Férfi csapat üldözőverseny | 5:23,366   | 20.        | kiesett      | kiesett     | kiesett     | kiesett      | kiesett   | kiesett  | kiesett      | kiesett   | 20.         |

## Súlyemelés
| Versenyző     | Versenyszám | Szakítás | Szakítás | Lökés    | Lökés    | Összesen | Helyezés |
| Versenyző     | Versenyszám | Eredmény | Helyezés | Eredmény | Helyezés | Összesen | Helyezés |
| ------------- | ----------- | -------- | -------- | -------- | -------- | -------- | -------- |
| Edgar Molinos | 75 kg       | 95,0     | 31.      | 125,0    | 30.      | 220,0    | 30.      |

## Úszás
Férfi
| Versenyző                                            | Versenyszám            | Előfutam | Előfutam | Előfutam | Döntő   | Döntő   | Döntő   | Helyezés |
| Versenyző                                            | Versenyszám            | Idő      | Hely.    | Össz.    | Típus   | Idő     | Hely.   | Helyezés |
| ---------------------------------------------------- | ---------------------- | -------- | -------- | -------- | ------- | ------- | ------- | -------- |
| Adrian Romero                                        | 50 m gyors             | 25,12    | 1.       | 54.      | kiesett | kiesett | kiesett | kiesett  |
| Adrian Romero                                        | 100 m gyors            | 54,77    | 1.       | 59.      | kiesett | kiesett | kiesett | kiesett  |
| Patrick Sagisi                                       | 100 m gyors            | 53,90    | 8.       | 55.      | kiesett | kiesett | kiesett | kiesett  |
| Patrick Sagisi                                       | 50 m gyors             | 24,78    | 5.       | 52.      | kiesett | kiesett | kiesett | kiesett  |
| Patrick Sagisi                                       | 100 m hát              | 1:01,84  | 6.       | 46.      | kiesett | kiesett | kiesett | kiesett  |
| Patrick Sagisi                                       | 100 m pillangó         | 58,08    | 2.       | 49.      | kiesett | kiesett | kiesett | kiesett  |
| Ray Flores                                           | 100 m pillangó         | 1:01,10  | 3.       | 62.      | kiesett | kiesett | kiesett | kiesett  |
| Frank Flores                                         | 200 m gyors            | 2:00,48  | 3.       | 45.      | kiesett | kiesett | kiesett | kiesett  |
| Glenn Diaz                                           | 100 m mell             | 1:10,32  | 4.       | 51.      | kiesett | kiesett | kiesett | kiesett  |
| Glenn Diaz                                           | 200 m mell             | 2:34,65  | 6.       | 46.      | kiesett | kiesett | kiesett | kiesett  |
| Adrian Romero Ray Flores Frank Flores Patrick Sagisi | 4 × 100 m gyorsváltó   | 3:42,31  | 5.       | 16.      | kiesett | kiesett | kiesett | kiesett  |
| Patrick Sagisi Glenn Diaz Ray Flores Adrian Romero   | 4 × 100 m vegyes váltó | 4:07,98  | 7.       | 21.      | kiesett | kiesett | kiesett | kiesett  |

Női
| Versenyző    | Versenyszám  | Előfutam | Előfutam | Előfutam | Döntő   | Döntő   | Döntő   | Helyezés |
| Versenyző    | Versenyszám  | Idő      | Hely.    | Össz.    | Típus   | Idő     | Hely.   | Helyezés |
| ------------ | ------------ | -------- | -------- | -------- | ------- | ------- | ------- | -------- |
| Tammie Kaae  | 200 m vegyes | 2:36,31  | 5.       | 42.      | kiesett | kiesett | kiesett | kiesett  |
| Tammie Kaae  | 100 m mell   | 1:16,78  | 1.       | 36.      | kiesett | kiesett | kiesett | kiesett  |
| Barbara Pexa | 100 m mell   | 1:17,71  | 6.       | 37.      | kiesett | kiesett | kiesett | kiesett  |
| Barbara Pexa | 200 m mell   | 2:47,27  | 4.       | 36.      | kiesett | kiesett | kiesett | kiesett  |

## Vitorlázás
Férfi
| Versenyző   | Versenyszám     | Futam | Futam | Futam | Futam | Futam | Futam | Futam | Futam | Futam | Futam  | Pontszám | Helyezés |
| Versenyző   | Versenyszám     | 1     | 2     | 3     | 4     | 5     | 6     | 7     | 8     | 9     | 10     | Pontszám | Helyezés |
| ----------- | --------------- | ----- | ----- | ----- | ----- | ----- | ----- | ----- | ----- | ----- | ------ | -------- | -------- |
| Jan Iriarte | Szörfvitorlázás | 47,0  | 45,0  | 46,0  | 39,0  | 45,0  | 45,0  | 44,0  | 48,0  | 46,0  | (51,0) | 405,0    | 41.      |

Női
| Versenyző     | Versenyszám     | Futam | Futam  | Futam | Futam | Futam | Futam | Futam | Futam | Futam | Futam | Pontszám | Helyezés |
| Versenyző     | Versenyszám     | 1     | 2      | 3     | 4     | 5     | 6     | 7     | 8     | 9     | 10    | Pontszám | Helyezés |
| ------------- | --------------- | ----- | ------ | ----- | ----- | ----- | ----- | ----- | ----- | ----- | ----- | -------- | -------- |
| Linda Yeomans | Szörfvitorlázás | 30,0  | (31,0) | 29,0  | 31,0  | 30,0  | 31,0  | 31,0  | 30,0  | 27,0  | 31,0  | 270,0    | 24.      |